# Dennis O'Rourke
Dennis Patrick O'Rourke (Brisbane, 14 agosto 1945 – 15 giugno 2013) è stato un regista australiano.

## Filmografia
- Yumi Yet - Independence for Papua New Guinea (1976)
- Ileksen - Politics In Papua New Guinea (1978)
- Yap... How Did You Know We'd Like TV? (1980)
- The Shark Callers Of Kontu (1982)
- Couldn't Be Fairer (1984)
- Half Life - A Parable For The Nuclear Age (1985)
- Cannibal Tours (1988)
- The Good Woman of Bangkok (1991)
- Cunnamulla (2000)
- Land Mines - A Love Story (2004)